# Panthea immaculata
Panthea immaculata är en fjärilsart som beskrevs av Leo Andrejewitsch Sheljuzhko 1920. Panthea immaculata ingår i släktet Panthea och familjen Pantheidae. Inga underarter finns listade i Catalogue of Life.